# Granger (Indiana)
Granger es un lugar designado por el censo ubicado en el condado de  St. Joseph en el estado estadounidense de Indiana. En el Censo de 2010 tenía una población de 30465 habitantes y una densidad poblacional de 416.5 personas por km².

## Geografía
Granger se encuentra ubicado en las coordenadas 41°44′18″N 86°8′56″O / 41.73833, -86.14889. Según la Oficina del Censo de los Estados Unidos, Granger tiene una superficie total de 67.9 km², de la cual 67.9 km² corresponden a tierra firme y (0%) 0 km² es agua.

## Demografía
Según el censo de 2010, había 30465 personas residiendo en Granger. La densidad de población era de 416.5 hab./km². De los 30465 habitantes, Granger estaba compuesto por el 94.15% blancos, el 1.74% eran afroamericanos, el 0.12% eran amerindios, el 2.63% eran asiáticos, el 0.02% eran isleños del Pacífico, el 0.26% eran de otras razas y el 1.07% pertenecían a dos o más razas. Del total de la población el 1.21% eran hispanos o latinos de cualquier raza.